# 约翰内斯·路德维希
约翰内斯·路德维希（德語：Johannes Ludwig，1986年2月14日—），德国男子雪橇运动员。他曾代表德国参加2018年冬季奥林匹克运动会雪橇比赛，获得一枚金牌和一枚铜牌。
在中国北京举办的2022年冬季奥林匹克运动会雪橇比赛中，获得男子单人项目金牌。

## 外部連結
- 官方网站
- 約翰尼斯·路德維希在FIL（英语）
- 約翰尼斯·路德維希在Olympics.com（英语）
- 約翰尼斯·路德維希在Olympedia（英语）
- 約翰尼斯·路德維希在German Olympic Sports Confederation（德语）